# Sam Hardy (Fußballspieler)
Sam Hardy (* 26. August 1882 in Newbold, Derbyshire, England; † 24. Oktober 1966 in Chesterfield) war ein englischer Fußballtorwart und absolvierte zwischen 1907 und 1920 21 Länderspiele für die englische Nationalmannschaft.

## Karriere
Hardy begann seine Karriere im Jahr 1899 bei den heimischen Newbold White Stars. Als er im Finale des Byron Cups im Jahr 1902 gegen die Reservemannschaft des FC Chesterfield gewann, wurde er von Chesterfields Trainer Jack Hoskin verpflichtet, nachdem Hardy aufgrund einer parallel vorliegender Offerte von Derby County zuvor das ursprüngliche Angebot von fünf Schilling auf 18 Schilling pro Woche hochhandeln konnte.
Hardy erarbeitete sich bei dem Zweitligisten schnell einen Ruf als zuverlässiger und Ruhe ausstrahlender Torwart. Seine intelligente Spielweise, die seinem bodenständigen und ausgeglichenen Charakter gleich war, unterschied ihn dabei deutlich von anderen Torhütern, die in erster Linie durch spektakuläre Abwehraktionen auf sich aufmerksam machten.
Durch seine guten Leistungen wurde im Jahr 1905 der Aufsteiger aus der Second Division FC Liverpool auf Hardy aufmerksam und verpflichtete ihn für 300 englische Pfund plus einem zusätzlichen Freundschaftsspiel, das jedoch nie stattfinden sollte. Bereits in seiner ersten Saison in Liverpool gewann Hardy die englische Meisterschaft und erhielt dort schnell den Spitznamen „Safe and Steady Sam“ (zu deutsch: sicherer und stabiler Sam). Im darauffolgenden Jahr debütierte er dann am 16. Februar 1907 beim 1:0-Sieg gegen Irland im Goodison Park in Liverpool für die englische Nationalmannschaft.
Hardy spielte bis 1912 in Liverpool und gewann zwischenzeitlich im Jahr 1910 eine Vizemeisterschaft. Sein neuer Verein sollte nach 239 Spielen für Liverpool dann Aston Villa sein, mit dem er auf Anhieb den FA Cup gewinnen konnte. Diesen Erfolg wiederholte er nach Beendigung des Ersten Weltkrieges im Jahr 1920, wobei er ein Jahr zuvor als Gastspieler für den Zweitligisten Nottingham Forest geholfen hatte, die Victory Shield zu gewinnen.
Nach der Beendigung seiner Nationalmannschaftskarriere im Jahr 1920 verlagerte Hardy wieder seinen Heim nach Chesterfield, was zu Spekulationen bezüglich eines Wechsels führte. Hardy schloss sich jedoch Nottingham Forest an und stieg mit dem Verein 1922 als Zweitligameister in die englische Eliteliga auf. Nach drei weiteren Jahren in der First Division musste Hardy 1925 kurz vor seinem 42. Geburtstag verletzungsbedingt seine Karriere beenden.
Hardy betätigte sich anschließend bis zu seinem Tod am 24. Oktober 1966 als Hotelier in Chesterfield.

## Sportliche Erfolge
- Englischer Meister: 1906
- FA-Cup-Sieger: 1913, 1920